# Shenyang J-16
Shenyang J-16 – chiński myśliwiec wielozadaniowy konstrukcyjnie oparty na dwusterze Shenyang J-11BS, będący z kolei kopią samolotu Su-27UB.

## Historia
20 grudnia 2000 roku do Chin dotarła pierwsza partia zamówionych w Rosji wielozadaniowych samolotów myśliwskich Su-30MKK. Była to pierwsza, wielozadaniowa maszyna w służbie Sił Powietrznych Chińskiej Armii Ludowo-Wyzwoleńczej. Ostatecznie, w linii znalazło się 76 tego typu samolotów oraz 24 maszyny, zmodernizowanej i udoskonalonej wersji przeznaczonej dla Marynarki Wojennej Chińskiej Armii Ludowo-Wyzwoleńczej, oznaczonej jako SU-30MK2. W sierpniu 2010 roku pojawiły się niepotwierdzone informacje o tym, iż wytwórnia Shenyang Aircraft Corporation wraz z Instytutem 601, jednostką naukowo-badawczą współpracującą w wytwórnią, prowadzi prace projektowe nad nowym samolotem oznaczonym jako J-16. Miał być to zadaniowy odpowiednik rosyjskich samolotów Su-30MKK i Su-30MK2. Po raz kolejny w historii chińskiego przemysłu lotniczego pozyskane za granicą konstrukcje posłużyły do opracowania rodzimego odpowiednika. Konstrukcyjnie J-16 oparty był na płatowcu J-11BS, dwumiejscowej wersji J-11, będącej z kolei kopią rosyjskiego Su-27. Do oblotu prototypu nowego samolotu doszło prawdopodobnie w 2011 roku. W ciągu kolejnych lat, do badań i prób dołączyły kolejne prototypy. Samolot, podobnie jak jego rosyjski odpowiednik, wyposażony został w system pobierania paliwa w locie. Wymusiło to zmodernizowanie przodu samolotu, przeniesienie wyposażenia elektronicznego na prawą stronę w celu wygospodarowania miejsca na sondę do tankowania w powietrzu. Samoloty seryjne mają być wyposażone w nowe radiolokatory z szykiem fazowym z anteną z aktywnym skanowaniem elektronicznym. Prace nad takim radiolokatorem trwają w Instytucie 607. Seryjne wersje prawdopodobnie napędzane będą jednym z wariantów silnika FWS-10. Maszyna ma przenosić szeroki, jak na chińskie warunki, wachlarz uzbrojenia. Mają to być rodzimej konstrukcji pociski rakietowe  klasy powietrze-powietrze dalekiego zasięgu PL-15, średniego zasięgu PL-12, bliskiego zasięg PL-10, klasy powietrze-ziemia KD-88, naprowadzane bomby i uzbrojenie strzeleckie w postaci pojedynczego działka GSz-30-1 kalibru 30 mm. Od 2013 roku trwają próby w locie dwóch prototypowych maszyn w ośrodku badawczym Chinese Flight Test Establishment (CFTE), zlokalizowanym w bazie Yanliang. 18 grudnia 2015 roku w powietrze wzbił się po raz pierwszy samolot oznaczony jako J-16D. Jest to wersja przeznaczona do walki radioelektronicznej, odpowiednik amerykańskiego Boeing EA-18G Growler. W lutym 2017 roku najprawdopodobniej oblatano drugi egzemplarz samolotu. J-16D pozbawiony jest uzbrojenia strzeleckiego.